# Elano Yegen
Elano Yegen (Den Haag, 8 oktober 2002) is een Nederlands voetballer van Turkse afkomst die als verdediger voor ADO Den Haag speelt.

## Carrière
Elano Yegen speelde in de jeugd van RKSV GDA, Excelsior Rotterdam, Sparta Rotterdam en H.V. & C.V. Quick. In 2020 maakte hij de overstap naar het eerste elftal van Quick. Hier speelde hij in anderhalf seizoen slechts vier wedstrijden, omdat het amateurvoetbal lang stil lag vanwege de coronapandemie. In 2021 vertrok hij naar ADO Den Haag, waar hij een contract tekende voor twee jaar met een optie voor een extra seizoen. Bij ADO speelde hij in het onder-21-elftal. In de winterstop van het seizoen 2021/22 werd hij voor de rest van het seizoen aan MVV Maastricht verhuurd. Hier maakte hij op 11 februari 2022 zijn debuut in het betaald voetbal, in de met 2-3 gewonnen uitwedstrijd tegen de club waar hij onder contract stond, ADO. Hij speelde in totaal twaalf wedstrijden voor MVV.
Na het einde van zijn verhuurperiode had Yegen onder ADO-trainer Dirk Kuijt weinig kans op speeltijd en meende hij transfervrij te mogen vertrekken. Hij wilde naar het Turkse Altınordu FK vertrekken, maar kreeg daarvoor geen toestemming. De arbitragecommissie van de KNVB stelde de Haagse club in het gelijk, en zodoende bleef Yegen onder contract.

### Statistieken
| Seizoen                     | Club              | Land               | Competitie           | Competitie | Competitie | Beker | Beker | Totaal | Totaal |
| Seizoen                     | Club              | Land               | Competitie           | Wed.       | Dlp.       | Wed.  | Dlp.  | Wed.   | Dlp.   |
| --------------------------- | ----------------- | ------------------ | -------------------- | ---------- | ---------- | ----- | ----- | ------ | ------ |
| 2019/20                     | H.V. & C.V. Quick | Vlag van Nederland | Derde divisie zondag | 0          | 0          | 0     | 0     | 0      | 0      |
| 2020/21                     | H.V. & C.V. Quick | Vlag van Nederland | Derde divisie zondag | 3          | 0          | 1     | 0     | 4      | 0      |
| 2021/22                     | ADO Den Haag      | Vlag van Nederland | Eerste divisie       | 0          | 0          | 0     | 0     | 0      | 0      |
| 2021/22                     | → MVV Maastricht  | Vlag van Nederland | Eerste divisie       | 12         | 0          | 0     | 0     | 12     | 0      |
| 2022/23                     | ADO Den Haag      | Vlag van Nederland | Eerste divisie       | 0          | 0          | 0     | 0     | 0      | 0      |
| 2023/24                     | → 1461 Trabzon    | Vlag van Turkije   | TFF 2. Lig           | 2          | 0          | 1     | 0     | 3      | 0      |
| 2024/25                     | Samsunspor        | Vlag van Turkije   | Süper Lig            | 0          | 0          | 0     | 0     | 0      | 0      |
| Carrièretotaal              | Carrièretotaal    | Carrièretotaal     | Carrièretotaal       | 17         | 0          | 2     | 0     | 19     | 0      |
| Bijgewerkt op 16 maart 2025 |                   |                    |                      |            |            |       |       |        |        |